# Eia (Parma)
Eia è una frazione del comune di Parma, appartenente al quartiere Golese.
La località è situata 6,24 km a nord-ovest del centro della città.

## Geografia fisica
La frazione sorge in posizione pianeggiante alla quota di 48 m s.l.m., tra le campagne a nord-ovest di Parma; la località, posta sulla destra del fiume Taro, è attraversata da un canale.

## Origini del nome
La località, nota originariamente come Aeli e successivamente come Elli, Elia e infine Eja, deve probabilmente il suo nome alla gens Aelia, assegnataria della zona in seguito alla fondazione della colonia romana di Parma.

## Storia
Nel II secolo a.C., in seguito alla conquista da parte dei Romani, il territorio fu frazionato in centurie e probabilmente 8 iugeri dell'odierna zona di Eia furono assegnati alla gens Aelia, come ricompensa per la sua partecipazione alla guerra contro i Celti e alla fondazione della colonia di Parma.
Nell'Alto Medioevo Aeli fu citata con altre località nel 962 nell'atto, di dubbia autenticità, in cui l'imperatore del Sacro Romano Impero Ottone I di Sassonia riconobbe al vescovo di Parma Oberto l'autorità, oltre che sulla città, anche su 3 miglia di contado intorno a essa.
Nel 1028 fu poi menzionata per la prima volta la cappella del piccolo borgo, in un atto notarile. Il luogo di culto di Elli fu nominato anche il 2 settembre 1184, in una donazione.
Nel 1266 il Comune di Parma, constatando la mancanza di difese in alcune località poste nei dintorni della città, tra cui Eia, ordinò ai loro abitanti di erigere nelle vicinanze delle rispettive chiese le necessarie strutture fortificate.
A partire dal 1275 gli amministratori dell'ospedale fondato da Rodolfo Tanzi acquistarono, per investimento, numerose terre tra Eia e Fognano, che raggiunsero infine un'estensione pari a 50,73 ettari.
In epoca napoleonica, per effetto del decreto Nardon del 1806, la località divenne frazione del nuovo comune (o mairie) di San Pancrazio Parmense, soppresso e annesso nel 1943 al comune di Parma.
Nel 2002 Eia e parte della vicina Fraore furono separate dal quartiere di San Pancrazio e assegnate a quello di Golese.
Agli inizi del XXI secolo, grazie alla sua posizione tranquilla, la frazione si estese rapidamente, raddoppiando la sua popolazione nel giro di pochi anni.

## Monumenti e luoghi d'interesse

### Chiesa di Sant'Egidio

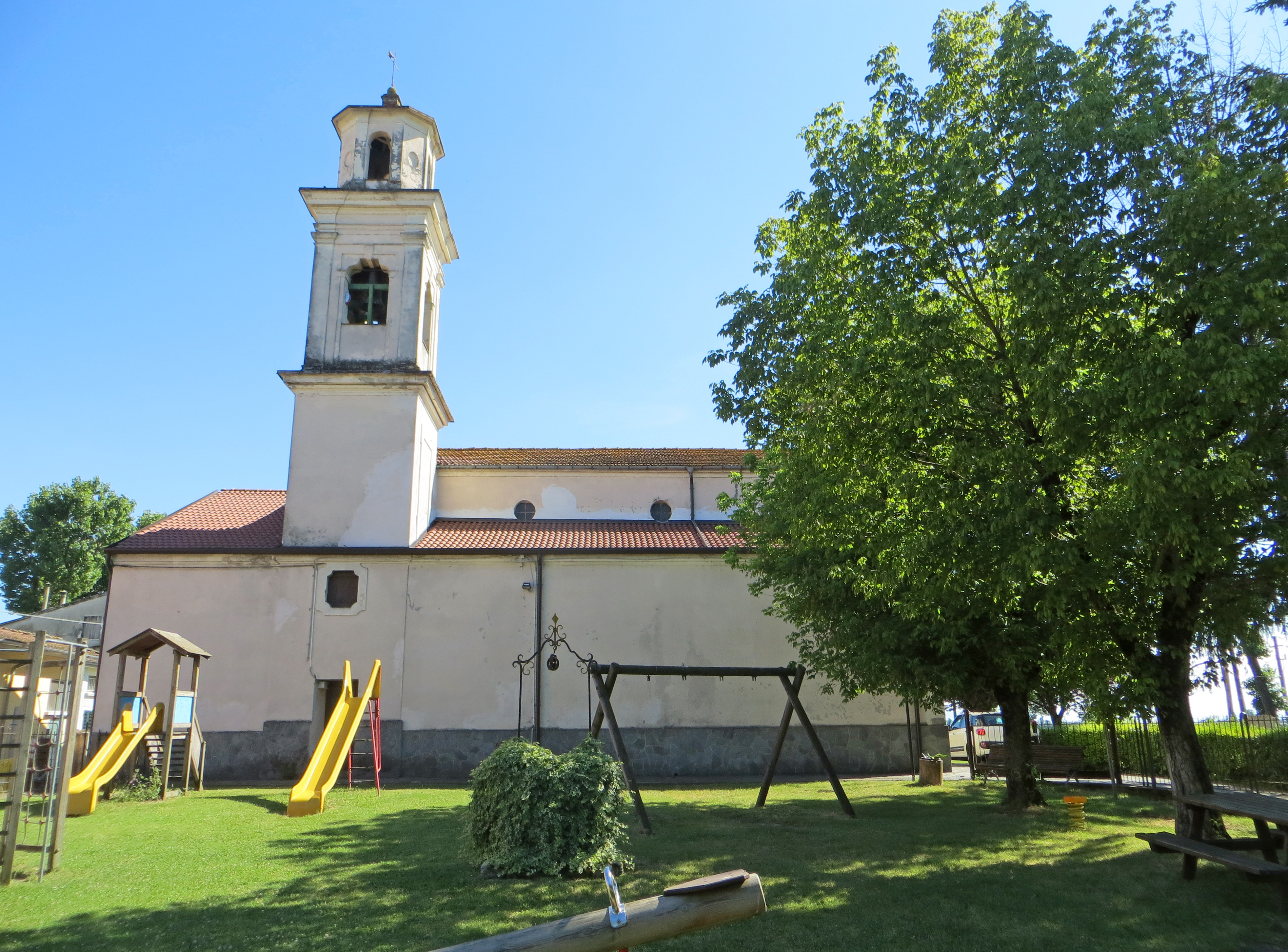
Lato nord della chiesa di Sant'Egidio

Menzionata per la prima volta nel 1028, la cappella medievale fu notevolmente ampliata e modificata tra il XVIII e la fine del XIX secolo e nuovamente ristrutturata tra il 1960 e il 1969; la chiesa neoclassica, interamente intonacata, si sviluppa su un impianto a tre navate; il presbiterio, coperto da una volta a botte dipinta, accoglie sul fondo l'antico altare maggiore barocco marmoreo con ancona sovrastante.